# Jaspis (djur)
Jaspis är ett släkte av svampdjur. Jaspis ingår i familjen Ancorinidae.

## Dottertaxa tillJaspis, i alfabetisk ordning[1]
- Jaspis albescens
- Jaspis biangulata
- Jaspis carteri
- Jaspis cristocorrugatus
- Jaspis diastra
- Jaspis digonoxea
- Jaspis duosaster
- Jaspis eudermis
- Jaspis griseus
- Jaspis hiwasaensis
- Jaspis inconditus
- Jaspis incrustans
- Jaspis investigatrix
- Jaspis johnstoni
- Jaspis laingi
- Jaspis lutea
- Jaspis manihinei
- Jaspis novaezealandiae
- Jaspis penetrans
- Jaspis pleopora
- Jaspis reptans
- Jaspis sadoensis
- Jaspis salvadori
- Jaspis sansibarensis
- Jaspis serpentina
- Jaspis sollasi
- Jaspis splendens
- Jaspis stelligera
- Jaspis velezi
- Jaspis virens
- Jaspis wondoensis